# MTV 80s
MTV 80s este un canal internațional de muzică care s-a lansat pe 5 octombrie 2020. Așa cum procedează și numele, MTV 80s difuzează videoclipuri muzicale din anii 80.

## Istorie

### Înainte de lansare
La data de 30 noiembrie 2004, VH1 Classic Europa a prezentat un program cu videoclipuri muzicale din anii 1980 "So 80s" după lansarea acestui canal. Din decembrie 2005, VH1 Classic Europa a prezentat programe tematice cu clipuri din anii 1980:
- The 80s Alternative - Videoclipuri alternative și obscure din anii 1980.
- The 80s Chilled - Muzică de relaxare din anii 1980.
- The 80s Danced - Muzică dance din anii 1980.
- The 80s Partied - Disco, funk și muzică de petrecere din anii 1980.
- The 80s Popped - Muzică pop din anii 1980.
- The 80s Rocked - Muzică rock din anii 1980.
- The 80s Years - O selecție de videoclipuri muzicale dintr-un anumit an al anilor 1980.

Pe 4 septembrie 2006, "So 80s" a fost redenumit în "We Are The 80s". În 2007 VH1 Classic Europa a început difuzarea unui program de dimineață cu videoclipuri muzicale din anii '80 - "The 80s At 8". Pe 1 iulie 2012 VH1 Classic Europa a anulat toate aceste programe. În aprilie 2015 VH1 Classic Europa a început difuzarea unui maraton de videoclipuri muzicale din anii 80' - "Nothing But The 80s". Pe 8 ianuarie 2018 a apărut un alt program pe VH1 Classic Europa - "80s Boys vs. 80s Girls". La sfârșitul lunii iunie 2018 "80s Boys vs. 80s Girls" a fost anulat iar în septembrie "Nothing But The 80s" a fost și el anulat. În aprilie 2020 VH1 Classic Europa a anulat "We Are The 80s".

### Canalul pop-up și lansarea
În perioada 28 februarie - 31 martie 2020, MTV 80s a fost difuzat într-un mod de testare care înlocuiește MTV Classic Marea Britanie, dar nu a fost niciodată planificată ca un înlocuitor cu normă întreagă. Din aprilie 2020 până în octombrie 2020, VH1 Classic Europa difuzat un bloc de programare MTV 80s de la miezul nopții până la amiază.
Din 5 octombrie 2020 de la ora 05:00 CET (06:00 EET), transmisiunile MTV 80 în modul complet au fost înlocuite VH1 Classic Europa. Ultimul videoclip care a fost difuzat pe VH1 Classic Europe a fost "Born to Run" de Bruce Springsteen. Primul videoclip care a fost difuzat pe MTV 80s a fost "Never Let Me Down Again de Depeche Mode.
Începând cu 6 iulie 2020, MTV 80s difuzează în Noua Zeelandă în permanență înlocuind MTV Classic Australia. Pe 5 octombrie 2020, MTV 80s și-a extins aria de difuzare în America Latină și Caraibe, înlocuind feed-ul european al VH1 Classic. Pe 1 martie 2021, MTV 80s și-a extins aria de difuzare în Orientul Mijlociu și Africa de Nord prin BeIN Network.

## Format
De la lansarea sa, MTV 80s a fost de radiodifuziune în formatul canalului de muzică britanic Now '80. Spre deosebire de Now' 80, MTV 80s nu difuzează nici anunțuri, nici publicitate comercială.
MTV 80s folosește același echipament, ca și fostul VH1 Classic. Este singurul canal MTV care difuzează în format 4:3.

## Programe difuzate în prezent
- 80s Legends!
- 80s Pop Anthems!
- 80s Power Ballad Heaven!
- ...So 80s!
- Electric 80s!
- Forever 80s!
- Gold! Greatest Hits Of The 80s
- Greatest 80s Rock: Play it Loud!
- I Want My MTV 80s!
- MTV 80s Top 50
- Non-Stop 80s Hits!
- Pump Up The 80s Party!
- Super 80s Pop Hits!
- The Power of 80s Love!
- Who's That 80s Girl?
- Wild Boys Of The 80s!
- 40 MTV 80s
- MTV's Sounds Of (1980-1989)

Top 50	
- 80s Classics That Made MTV!
- Top 50 at the Movies!
- Best 80s Debuts!
- Boys vs Girls of the 80s!
- Feelgood 80s Anthems!
- Global No. 1s of the 80s!
- Greatest Voices of the 80s!
- Lessons in 80s Love!
- No Solo: Only 80s Groups!
- Super 80s Pops Hits!
- Unforgettable 80s Music Videos!

Programe difuzate de Anul Nou
- Happy New Year From MTV 80s!
- Pump Up The New Year Party!